# Верхнеднепровский уезд

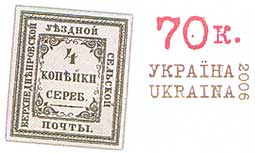
Почтовая марка Украины 2006 г., посвящённая 140-летию первой земской марки Верхнеднепровского уезда

Верхнеднепро́вский уе́зд — административно-территориальная единица Российской империи. Входил в Екатеринославскую губернию. Располагался на западе губернии, на правом берегу Днепра. Уездный город — Верхнеднепровск.

## География
Площадь уезда — 6862 км² (6030 вёрст²). Поверхность уезда, довольно ровная и степная, но несколько возвышенная, пересекалась кряжем возвышенностей, которые служили в уезде водоразделом Днепра и небольших его притоков, рек Саксагани, Каменки и Безоловки, берущих начало на юго-западном склоне этой возвышенности, состоящей из гранита и пересекающей Днепр в Екатеринославском уезде. Из рек в уезде судоходен только Днепр. Из других рек более значительны Безовлук с Каменкой и Саксаганью и река Ингулец.

## Полезные ископаемые
В юго-восточной части уезда на пространстве в 25 км длиной и около 10 км шириной, от села Терны на юго-запад, вдоль правого берега реки Саксагани, находились обильные залежи железной руды очень высокого качества. Лучший аспидный сланец несколько ниже деревни Шмаковой.
В 1889 году при деревне Сахновке Обществом Брянского завода было добыто 5068,2 тонн (309 407 пудов); в селе Покровском, в имении Л. А. Шмакова, добыто железного сурика 117,9 тонн (7200 пудов). На железных рудниках Белокрысовском и Юза Весёло-Терновской волости в 1889 году — 75 710,7 тонн (4 622 000 пудов) и на Божедаровском, в имении Харченко, в 1889 году — 4628,1 тонн (282 536 пудов) руды.

## Земли
Почва уезда — тучный чернозём, смешанный с глиной, — весьма плодородна, но при сухости своей мало способствует лесной растительности. Под лесами было 5533 десятин. Распределение земли по угодьям было следующее: а) под усадьбами 30 056 десятин, б) садами и огородами 39 615 десятин, в) пашнями 370 592 десятин, г) сенокосами и толоками 183 106 десятин и д) дорогами и оврагами 2051 десятин. Всей земли было 630 953 десятин.
По сословиям земля распределялась так: к 1 января 1891 года у дворян было 254 752 десятин, крестьянских обществ — 197 727 десятин, крестьянских товариществ, приобрётших землю с помощью крестьянского банка, — 26 780 десятин, крестьян-собственников — 42 389 десятин, купцов — 51 924 десятин, немцев-собственников — 11 058 десятин, обществ немецких колонистов — 8957 десятин, иностранцев — 5454.

## Население
По переписи 1897 года население уезда составляло 211 674, в том числе в городе Верхнеднепровск — 6701 человек.

### Национальный состав
Национальный состав по переписи 1897 года:
- малороссы — 191 160 человек (90,3 %);
- великороссы — 9873 человек (4,7 %);
- евреи — 5448 человек (2,6 %);
- немцы — 4452 человек (2,1 %).

## Административное деление
На 1886 год насчитывалось 30 волостей:
1. Адамовская волость;
2. Александровская волость;
3. Алферовская волость;
4. Анновская волость
5. Байдаковская волость;
6. Богодаровская волость;
7. Боголюбовская волость;
8. Бородаевская волость;
9. Весёло-Терновская волость;
10. Вольно-Хуторская волость;
11. Гуляйпольская волость;
12. Желтянская волость;
13. Ивановская волость;
14. Комисаровская волость;
15. Краснокутская волость;
16. Куцеволовская волость;
17. Лиховская волость;
18. Лозоватская волость;
19. Марьяновская волость;
20. Мишуринрогская волость;
21. Николаевская волость;
22. Ордо-Василевская волость;
23. Попельнастовская волость;
24. Пушкаровская волость;
25. Саксаганская волость;
26. Семёновская волость;
27. Софиевская волость;
28. Троицкая волость;
29. Успенская волость;
30. Энгельгардто-Васильевская волость.

В 1913 году в состав уезда входило 26 волостей: 
1. Адамовская волость;
2. Александровская волость;
3. Алферовская волость;
4. Анновская волость;
5. Байдаковская волость;
6. Богодаровская волость;
7. Бородаевская волость;
8. Весёло-Терновская волость;
9. Вольно-Хуторская волость;
10. Гуляйпольская волость;
11. Желтянская волость;
12. Комисаровская волость;
13. Краснокутская волость;
14. Куцеволовская волость;
15. Лиховская волость;
16. Лозоватская волость;
17. Марьяновская волость;
18. Мишуринрогская волость;
19. Николаевская волость;
20. Ново-Григорьевская волость;
21. Ордо-Василевская волость;
22. Попельнастовская волость;
23. Пушкаровская волость;
24. Саксаганская волость;
25. Семёновская волость;
26. Софиевская волость.

## Производство
Жители преимущественно занимались хлебопашеством. В 1889 году в уезде был 41 конный завод. Тонкорунных овец насчитывалось 243 314, сосредоточенных преимущественно в руках трёх крупных владельцев. Крестьяне разводили простых овец; их было 69 915 голов. Остального скота было в уезде: лошадей 26918, рогатого скота 89730, коз 1290, свиней 24699 голов. Кроме земледелия, жители занимались кузнечным ремеслом, работой на рудниках, каменоломнях и тому подобным. Гончарных заводов было 2, с производством в 1600 руб.; кирпично-черепичных заводов 7, с производством в 10 тысяч рублей. В уезде насчитывалось 43 села, 212 деревень, 8 хуторов, 7 колоний, 2 местечка; всего населённых мест 274. Ссудо-сберегательных товариществ было два. Состояние хлебных запасных магазинов к 1 января 1890 года было следующее: в 27 волостях налицо озимого хлеба 26920 четвертей, ярового 13109 четвертей; в ссудах и недоимках озимого 17919 и ярового 10130 четвертей. Кроме того, у 9 обществ было продовольственного капитала 30565 рублей.
Доходов у земства было в 1890 году 114979 рублей, расходов — 109832 рублей. Доход с земель составлял 88242 руб. 42 коп. У 77 сельских обществ в 1890 году под общественными запашками было 850 десятин. В уезде была 71 ярмарка, на которые привезено товаров на 639317 рублей, продано на 238090 рублей.

## Образование
Всех училищ в уезде 41. На Саксаганское ремесленное училище уездное земство выделило 496 р. и губернское земство — 3000 р. Земство выделило пособие 37 училищам, из них 26 по 350 руб. Выстроены специальные здания для 19 школ. В уезде 2-классных училищ министерства народного просвещения 3 и одноклассное одно. Немецкие школы не получают пособия от земства. Во всех школах обучалось 2641 ученик, из них девочек 493. Окончило курс 111 мальчиков и 10 девочек. В уезде было 8 церковно-приходских школ и школа грамотности, с 230 мальчиками и 16 девочками. На народное образование было ассигновано земством 12480 руб., от сельских обществ 4973 руб., от казны 3048 руб. и т. д., всего 23754 руб. В 1890 году выдано было в уезде гильдейских свидетельств, патентов и т. п. 1061.

## Здравоохранение
На дорожные сооружения израсходовано 4401 руб., на медицинскую часть — 30258 руб. В уезде 4 врача, 21 фельдшера, 4 акушерки и 4 земских больницы, со 100 койками.